# Alice et le Tigre de jade
Alice et le Tigre de jade (titre original : The Mystery of the Jade Tiger, littéralement : Le Mystère du tigre de jade), est le 104e roman de la série américaine Alice (Nancy Drew en VO) écrit par Caroline Quine, nom de plume collectif de plusieurs auteurs.  
Aux États-Unis, le roman a été publié pour la première fois en 1991 par Simon & Schuster, New York. En France, il a paru pour la première fois en 1993 chez Hachette dans la collection « Bibliothèque verte » sous le no 488. 

## Résumé
Remarque : le résumé est basé sur l'édition parue en 1993 en langue française.
Bess va être demoiselle d'honneur au mariage de son amie d'enfance Joan Koslow, une photographe qui vit à présent en Californie. Celle-ci a également invité Alice et Marion au mariage.
Le père d'Alice, l'avocat James Roy, demande à sa fille de s’occuper pendant quelques jours d'Amy, la petite-fille de son ami Terry Kirkland, un artiste veuf qui habite à Cherry Creek, près de San Francisco, non loin de la maison de Joan Koslow. Alice et ses deux amies s'envolent pour San Francisco. Terry Kirkland les accueille à l'aéroport. Arrivé chez lui, il s'aperçoit qu'un cambriolage vient d'avoir lieu : la vieille malle en bois d'Amy a été volée. Cette malle avait été rapportée du Vietnam par son père quand il était soldat pendant la guerre. Elle lui avait été confiée par un soldat de son unité, Nick Finney, avant que ce dernier soit porté disparu. 
À l'arrière d'une galerie d'art chinoise, près des poubelles, Alice découvre la malle, brisée. Elle la ramène chez Terry Kirkland pour l'examiner en détail et y découvre un double fond, vide, dont Terry Kirkland ignorait la présence. La cachette avait sans nul doute dû renfermer un objet précieux. Quelqu'un de la galerie d'art est donc suspect...

## Personnages

### Personnages récurrents
- Alice Roy, détective amateur de dix-huit ans, blonde, fille de l'avoué James Roy, orpheline de mère.
- James Roy, avocat [2] de renom, père d'Alice Roy, veuf.
- Bess Taylor (ici appelée Bess Marvin), jeune fille blonde et rondelette, une des meilleures amies d'Alice.
- Marion Webb (ici appelée Marion Fayne), jeune fille brune et sportive, cousine germaine de Bess Taylor et une des meilleures amies d'Alice.

### Personnages spécifiques à ce roman
- Joan Koslow, jeune photographe, amie d'enfance de Bess.
- Keith, le fiancé de Joan Koslow, étudiant en histoire de l'art asiatique.
- Terry Kirkland, 45 ans, ami de James Roy, artiste veuf.
- Amy Kirkland, la petite fille de Terry Kirkland, Vietnamienne par sa mère.
- Binh Mai, le propriétaire vietnamien de la galerie d'art asiatique Fe T'sui.
- Jimmy Thieu, le neveu adolescent de Binh Mai.
- Malcolm Edgar, malfaiteur.
- Nick Finney, ancien soldat de la guerre du Vietnam.

## Édition française
- 1993 : Hachette, collection Bibliothèque verte no 488, souple (français, version originale). Traduction de Sandrine Couprie. Illustré par Philippe Daure (7 illustrations in-texte de pleine page en noir et blanc.). 17 chapitres. 221 p.